# Excalibur Almaz

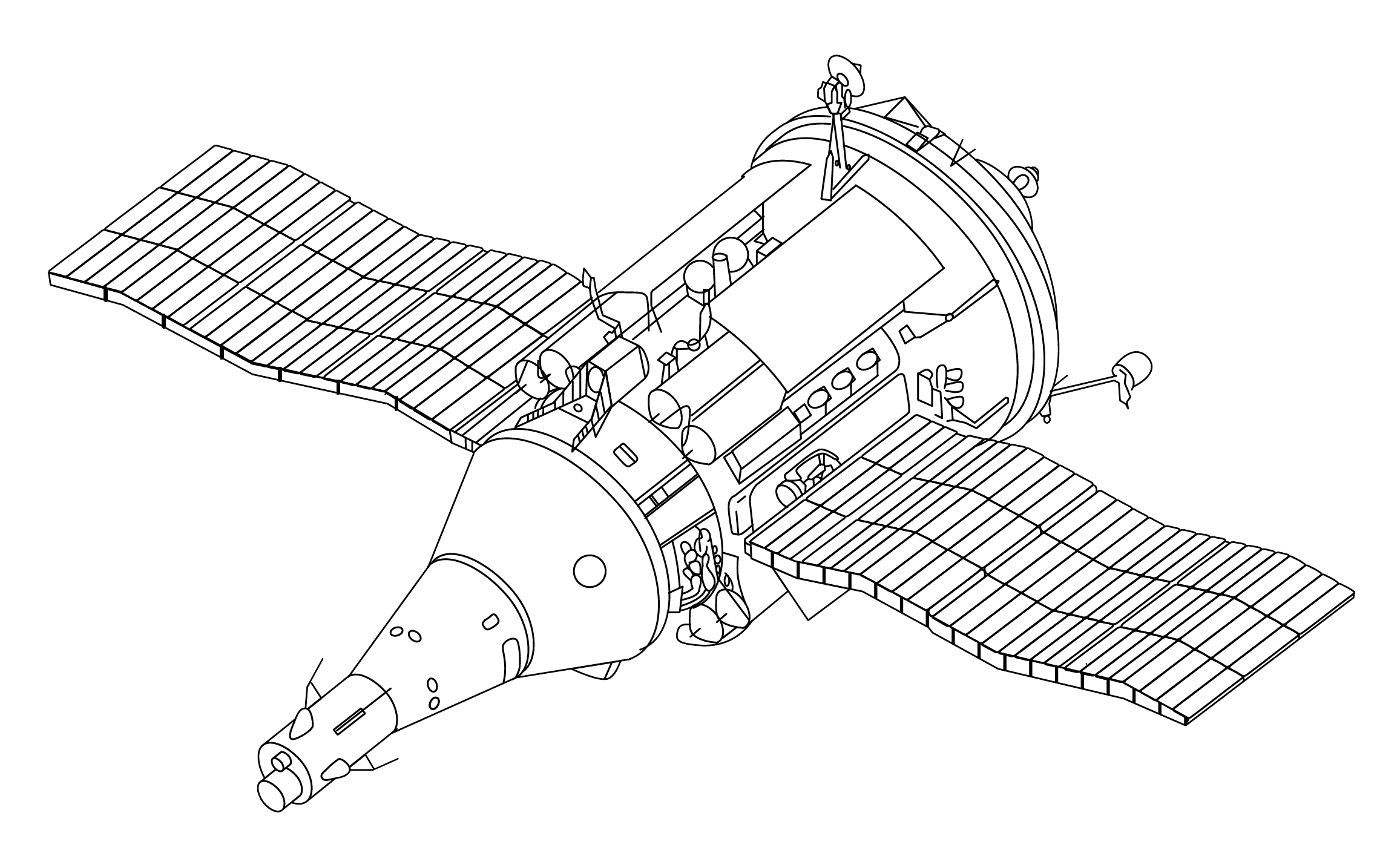
Diagrama de una TKS (abreviación del ruso de: nave de suministro de transporte).

La Excalibur Almaz fue una compañía espacial privada que tenía como objetivo crear naves orbitales tripuladas, usando cápsulas modernizadas TKS y estaciones espaciales Almaz, derivadas del programa espacial soviético. Las misiones a realizar se centraban en una serie de misiones diseñadas para el turismo espacial orbital, y proporcionarían camas de prueba para experimentos en un entorno de microgravedad, impulsando la exploración espacial. Sin embargo, esta compañía se declaró en bancarrota el 24 de noviembre de 2016, luego de recibir múltiples demandas por fraude financiero en cuanto a su capacidad tecnológica para llevar a cabo sus proyectos.
Orígenes del concepto Almaz: Esta compañía comenzó a partir de un proyecto militar para la construcción de la estación espacial Almaz, que fue concebido en 1964 por la empresa de Vladimir Chelomey en el suburbio de Moscú Reutov. Almaz, su diseño original, se puede ver en el croquis de la derecha. El plan de lanzamiento de cosmonautas a la estación cambió durante la concepción de Almaz. Los retrasos en el desarrollo del TKS llevaron a la decisión en 1970 de utilizar una versión del ferry Soyuz 7K-T para llevar tripulaciones a Almaz.
El programa Almaz fue aprobado en 1967. En 1969, el requisito de una pronta respuesta a Apolo llevó a los líderes soviéticos a encargar a la Oficina de Diseño de Korolev la tarea de lanzar una estación espacial utilizando algunos elementos del Diseño Almaz. Se ordenó a Chelomey que transfiriera los diseños del Almaz a la Oficina de Diseño de Korolev. En 1970, la planta Khrunichev de Chelomey fabricó ocho artículos de prueba en tierra y dos «estructuras espaciales» Almaz con clasificación de vuelo. Las estaciones desarrolladas por la oficina de Korolev inspiradas en Almaz utilizaron subsistemas derivados de la nave espacial Soyuz de Korolev y volaron por primera vez al espacio a partir de 1971 con el nombre de Salyut-1.
La transferencia de conocimientos técnicos a la oficina de Korolev retrasó el programa Almaz durante dos años. Sin embargo, esto estaba en el apogeo de la carrera armamentista y el diseño Salyut de la oficina de diseño de Korolev. Los periodistas rusos han escrito que el Comité Central fue tomado por Almaz como una «fortaleza espacial», que fue vista como «una respuesta a Chamberlain». Así continuó el proyecto Almaz. El Almaz fue visto como una nave espacial militar —una «fortaleza en el espacio»— se puede inferir de los informes de que estas estaciones estaban equipadas con armas «Almaz estaba protegido contra interceptores y satélites de remolque, desarrollados en ese entonces en los EE. El arma apuntaba al objetivo girando todo la estación. Esta arma demostró funcionar en el entorno espacial. En uno de los vuelos, justo antes del impulso de frenado en la estación, y volando automáticamente, se disparó la munición del arma, el bloque básico de la estación espacial tenía la forma de un cilindro con dos diámetros diferentes 4,15 m y 2,9 m. Su longitud total era de unos 11 metros, su masa era de unas 15 toneladas. En la versión original, prevista para ser lanzada después de las estaciones iniciales, el vehículo de reentrada del Aparato de Retorno (VA) estaría conectado a la sección de menor diámetro de la estación. Se montó una unidad de acoplamiento en la parte trasera de la estación a lo largo del eje de la estación. La unidad de acoplamiento se conectó a una esclusa de aire para la actividad extravehicular y para expulsar la llamada Cápsula de retorno de información (KSI).
Proyecto Almaz: El 12 de octubre de 1964, durante una reunión de los principales especialistas de la oficina de diseño OKB-52, con sede en Reutov en el extremo este de Moscú, su jefe diseñador Vladimir Chelomei , anunció oficialmente el comienzo de la Estación Orbital Pilotada, OPS, código de proyecto. -Nombrado Almaz o "Diamante". El gobierno soviético vio el proyecto Almaz como una respuesta al desarrollo del Laboratorio en órbita tripulado, MOL, por parte de la Fuerza Aérea de los EE. UU. elomei , anunció el comienzo de la Estación Orbital Pilotada, OPS, código de proyecto. -Nombrado Almaz o "Diamante". El gobierno soviético vio el proyecto Almaz como una respuesta al desarrollo del Laboratorio en órbita tripulado, MOL, por parte de la Fuerza Aérea de los EE. UU.